# دهستان لکستان
دهستان لکستان یکی از دهستان‌های بخش مرکزی شهرستان سلماس در استان آذربایجان غربی در شمال غربی ایران است. مساحت این دهستان ۲۹۸/۸۵۱ کیلومتر مربع و شمار روستاهای آن ۱۵ روستا است.
در اوایل سلطنت آقامحمدخان قاجار ریاست طایفه لک‌های سلماس با سلطان احمد لک بود. به نظر می‌رسد نام روستای سلطان احمد سلماس، از نام رئیس قوم لک سلماس گرفته شده باشد.
براساس سرشماری مرکز آمار ایران در سال ۱۳۹۵، جمعیت این دهستان برابر با ۱۰٬۳۸۷ نفر (۳٬۰۸۳ خانوار) بوده‌است. 